# Berufsbildungszentrum Schleswig
Das Berufsbildungszentrum Schleswig (BBZ Schleswig) umfasst mehrere Vollzeitschulen sowie Berufsschulen in Schleswig und Kappeln mit insgesamt 3823 Schülerinnen und Schülern (Schuljahr 2014/2015).

## Entwicklung
Die ersten Anfänge der Kreisberufsschule (KBS) wurden im Jahre 1831 gemacht. Hier wurden zunächst nur männliche Handwerksgesellen und Lehrlinge unterrichtet.
Am 2. Oktober 1843 wurden in der neu gegründeten Gewerbeschule in der alten Wilhelminenschule mit 43 Schülern in fünf Klassen unterrichtet. Die Zahl der Schüler stieg im Jahre 1852 auf 112.
Ab 1864 wurde in der Mädchenschule Domziegelhof 23 weiterunterrichtet. Mit besonderer Berücksichtigung des Zeichenunterrichts wurde diese Schule 1874 zur allgemeinen Fortbildungsschule umgewandelt. 1906 wurde ein Lehrlingsheim gebaut und ab 1911 gab es die Möglichkeit, auch Bäcker, Barbiere, Tischler, Stoffarbeiter und Ungelernte weiterzubilden. 1916–1921 wurden verschiedene neue Fachklassen eingeführt, z. B. die Fachklasse für Elektriker und Maler.
Im Jahre 1934 wurden Mädchen, die im Haushalt ausgebildet werden sollten, eingeschult.
1941 wurde die KBS eingerichtet, die im Jahre 1951 mit der Berufsschule zusammengelegt wurde. Diese zogen 1959 in den Neubau Flensburger Straße um. 1970 entstand das Fachgymnasium, welches umbenannt wurde in das „Berufliche Gymnasium“. Dieses Gymnasium orientiert sich an verschiedenen Schwerpunkten, welche „Wirtschaft“, „Ernährung“, „Technik“ und „Gesundheit“ sind.
Von 2002 bis 2006 wurde die KBS auf dem Weg zu einem Berufsbildungszentrum zur Kooperationsschule für den Kreis Schleswig-Flensburg weiterentwickelt. Im Jahr 2006 feierte die Schule ihr 175-jähriges Bestehen.
Mit Wirkung vom 1. Januar 2008 errichtete der Kreis Schleswig-Flensburg das „Berufsbildungszentrum Schleswig – Regionales Berufsbildungszentrum des Kreises Schleswig-Flensburg – Rechtsfähige Anstalt des öffentlichen Rechts“. Das Berufsbildungszentrum Schleswig ist damit gemeinsam mit dem RBZ Eckener-Schule in Flensburg die erste Berufliche Schule in Deutschland, die rechtlich selbständig arbeitet. Die Arbeit wird überwacht durch einen Verwaltungsrat, dem der Landrat des Kreises Schleswig-Flensburg vorsteht. Geschäftsführer und Schulleiter ist Oberstudiendirektor Hans Hermann Henken.
Außenstellen der Schule befinden sich in Kappeln / Schlei, Kropp.
Bildungsangebote:
Ausbildungsvorbereitendes Jahr zur Erlangung des ersten allgemeinbildenden Schulabschlusses
Berufsfachschulen zur Erlangung des mittleren Bildungsabschlusses (Schwerpunkte Wirtschaft, Technik, Gesundheit und Ernährung, Sozialwesen) und zur Erlangung der Fachhochschulreife (Berufsfachschule Sozialpädagogik, Berufsfachschule für kaufmännische Assistentinnen und Assistenten)
Fachoberschule Wirtschaft und Fachoberschule Technik zur Erlangung der Fachhochschulreife
Berufliches Gymnasium (Schwerpunkte Wirtschaft, Gesundheit, Technik, Ernährungslehre)zur Erlangung der allgemeinen Hochschulreife oder der Fachhochschulreife
Fachschule für Sozialpädagogik zur Ausbildung von staatlich anerkannten Erzieherinnen und Erziehern
Fachschule für Heilerziehungspflege zur Ausbildung von Heilerziehungspflegern
Daneben hat das Berufsbildungszentrum Schleswig Werkakademien in Schleswig und Kappeln eingerichtet (JobKom).